# Meerfeld
Meerfeld je obec v německé spolkové zemi Porýní-Falc, v zemském okrese Bernkastel-Wittlich.
V roce 2011 zde žilo 354 obyvatel.